# Федеральная миграционная служба

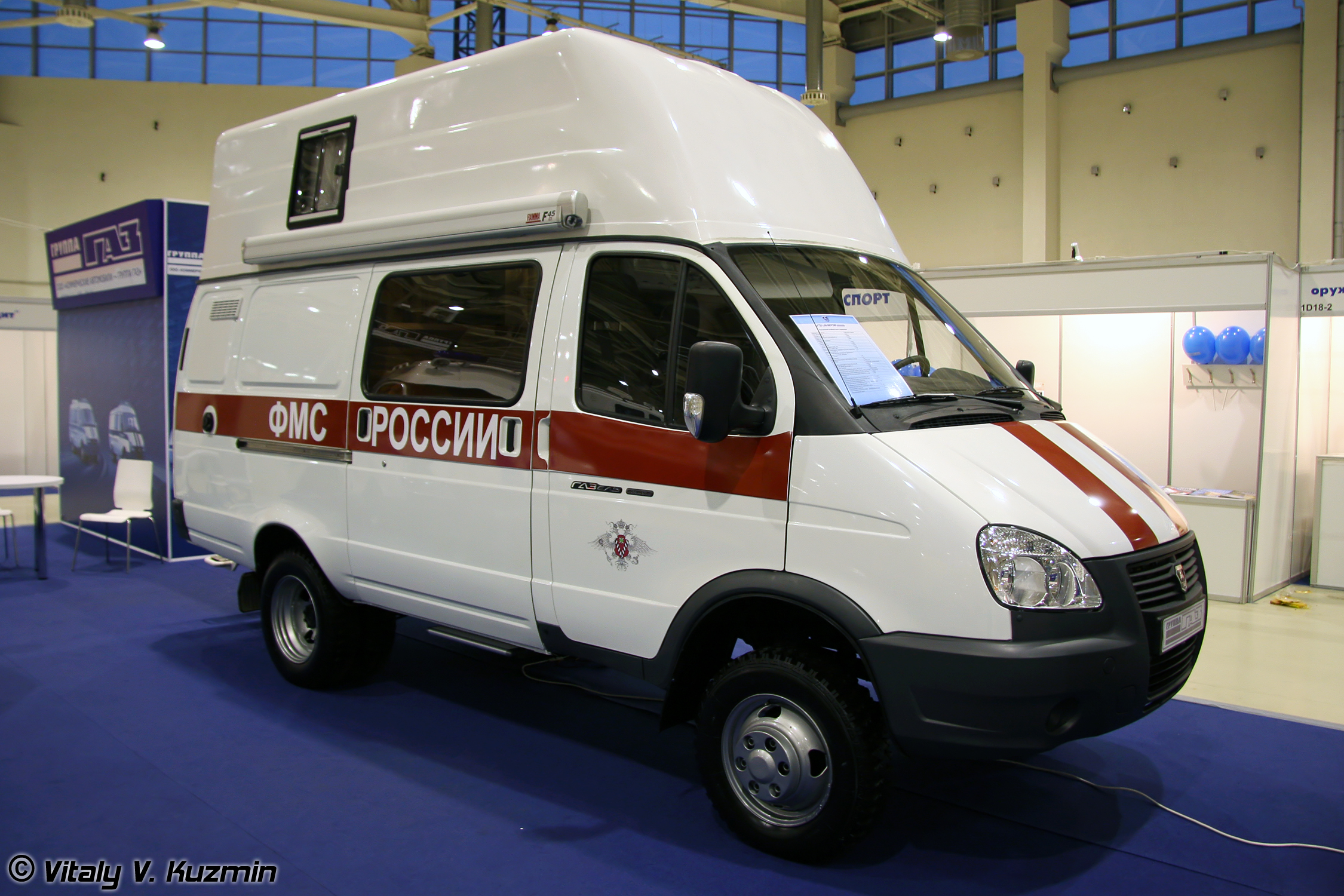
Служебный автомобиль ФМС России семейства «Газель»

Федеральная миграционная служба России (ФМС России) — федеральный орган исполнительной власти, реализовывавший государственную политику в сфере миграции и осуществлявший правоприменительные функции по контролю, надзору и оказанию государственных услуг в сфере миграции, объединивший подразделения паспортно-визовой службы и подразделения по делам миграции ГУВД, УВД субъектов федерации в составе МВД России в период с 2004 по 2012 год. Являлась самостоятельной федеральной службой с подчинением Правительству Российской Федерации в 2012—2016 годах. 
ФМС являлась юридическим лицом, имела печать с изображением Государственного герба страны и со своим наименованием, иные печати, штампы и бланки установленного образца, а также счета, открываемые в соответствии с федеральным законодательством.
5 апреля 2016 года указом президента Российской Федерации служба упразднена, её функции и полномочия возвращены Главному управлению по вопросам миграции Министерства внутренних дел Российской Федерации.

## История
В СССР государственные функции паспортного и миграционного учёта были возложены на МВД СССР.
Указом Президента Российской Федерации от 14.06.1992 г. № 626 «О Федеральной миграционной службе России» на базе Комитета по делам миграции населения при Министерстве труда и занятости населения РФ была образована Федеральная миграционная служба России.
В 2004 году Указом Президента РФ от 09.03.2004 № 314 «О системе и структуре федеральных органов исполнительной власти» и Указом Президента Российской Федерации от 19 июля 2004 г. N 928 «Вопросы Федеральной миграционной службы» паспортно-визовая служба была преобразована в Федеральную миграционную службу (ФМС России) в составе МВД России.
В 2012 году по инициативе руководителя ФМС России К. О. Ромодановского Указом Президента РФ от 21.05.2012 № 636 «О структуре федеральных органов исполнительной власти» и Постановления Правительства РФ от 13.07.2012 N 711 «О вопросах Федеральной миграционной службы» — ФМС России выведена из-под юрисдикции МВД России в самостоятельную структуру под прямую юрисдикцию Правительства РФ. Специальные звания органов внутренних дел были упразднены в классные чины государственных гражданских служащих.
Форменная одежда для служащих ФМС не устанавливалась. На выездные проверки служащие надевали сигнальные жилеты темно-вишнёвого цвета. 
В 2016 году ФМС России упразднена, её функции возвращены в Главное управление по вопросам миграции МВД РФ.

## Структура
- Организационно-административный департамент
- Департамент по организации регистрационно-паспортной работы
- Департамент по организации работы с иностранными гражданами
- Управление информационных технологий
- Организационно-аналитическое управление
- Управление правового обеспечения
- Управление по вопросам гражданства
- Управление по делам переселенцев
- Управление по организации работы с соотечественниками
- Управление законопроектной деятельности
- Управление собственной безопасности
- Управление внешних связей
- Управление ресурсного обеспечения
- Финансово-хозяйственное управление
- Управление содействия интеграции
- Управление по работе с обращениями граждан и организаций
- Отдел организации мероприятий по мобилизационной подготовке
- Пресс-служба

Подразделения, непосредственно подчинённые ФМС России
- ФКУ «ГЦОД ФМС России»

Организации ФМС России
- Пункты первичного приёма мигрантов
- Центры временного размещения вынужденных переселенцев
- Центры медико-психологической реабилитации вынужденных переселенцев
- Базы материально-технических ресурсов
- Центры временного размещения иммигрантов
- Учебно-методические центры
- Федеральное государственное учреждение «Центр для содержания лиц, подпадающих под реадмиссию» I

## Звания и ведомственные медали
Аттестованные сотрудники ФМС России состояли в кадрах МВД России, им присваивались специальные звания начальствующего состава внутренней службы. Остальные сотрудники являлись государственными гражданскими служащими или работниками.
- Знак «Почётный сотрудник ФМС России»
- Медаль «За управленческую деятельность» 3 степеней (ФМС России)
- «За добросовестную службу»
- Медаль «За заслуги»
- «За усердие»
- «За службу»

## Руководство
- Регент, Татьяна Михайловна (июль 1992 — 15 февраля 1999)
- Каламанов, Владимир Авдашевич (март 1999 — февраль 2000)
- Хетагуров, Сергей Валентинович (и. о., 2000)
- Черненко, Андрей Григорьевич (23 февраля 2002 — 5 апреля 2003)
- Ромодановский, Константин Олегович (20 июля 2005 — апрель 2016)

## Профессиональный праздник
Официально в Российской Федерации 14 июня отмечается День работника миграционной службы (с 2007 года).